# Muzea w województwie dolnośląskim
 Muzea w województwie dolnośląskim – spis muzeów, mających siedzibę na terenie województwa dolnośląskiego, podzielony według tematyki ekspozycji.
Wymienione placówki są prowadzone przez jednostki samorządu terytorialnego (województwo, powiat, gmina (miasto)), osoby prawne, kościoły i związki wyznaniowe, szkoły (uczelnie), a także przez osoby prywatne.
| Typ muzeum | Placówki |
| --- | --- |
| Muzea archeologiczne i historyczne | - Mauzoleum Piastów Śląskich we Wrocławiu - Muzeum Archeologiczne we Wrocławiu (oddział Muzeum Miejskiego Wrocławia) - Muzeum Archeologiczno-Historyczne w Głogowie - Muzeum Bitwy Legnickiej w Legnickim Polu (oddział Muzeum Miedzi w Legnicy) - Muzeum Dawnego Kupiectwa w Świdnicy - Państwowe Muzeum Gross–Rosen w Rogożnicy - Muzeum Kresów Wschodnich w Węglińcu - Muzeum Książąt Lubomirskich we Wrocławiu - Muzeum Narodowe we Wrocławiu - Muzeum Politechniki Wrocławskiej - Muzeum Uniwersytetu Wrocławskiego - Podziemna Trasa Turystyczna w Kłodzku - Rezerwat archeologiczny w Będkowicach |
| Muzea biograficzne | - Dom Carla i Gerharta Hauptmannów w Szklarskiej Porębie (oddział Muzeum Karkonoskiego w Jeleniej Górze) - Muzeum Josepha Wittiga w Nowej Rudzie - Muzeum Miejskie „Dom Gerharta Hauptmanna” w Jagniątkowie |
| Muzea etnograficzne oraz skanseny | - Etnograficzne Muzeum Misyjne w Polanicy-Zdroju - Muzeum Etnograficzne we Wrocławiu (oddział Muzeum Narodowego we Wrocławiu) - Muzeum Kultury Ludowej Pogórza Sudeckiego w Kudowie-Zdroju |
| Muzea przyrodnicze, geologiczne i geograficzne | - Cieszycki Park Jurajski w Cieszycach - Dinopark Szklarska Poręba - Ekocentrum Parku Narodowego Gór Stołowych w Kudowie-Zdroju - Humanitarium we Wrocławiu - Muzeum Człowieka we Wrocławiu - Muzeum Geologiczne im. Henryka Teisseyre we Wrocławiu - Muzeum Kamieni i Minerałów w Stroniu Śląskim - Muzeum Mineralogiczne im. Kazimierza Maślankiewicza we Wrocławiu - Muzeum Mineralogiczne w Szklarskiej Porębie - Muzeum Minerałów w Kudowie-Zdroju - Muzeum Minerałów w Nowej Rudzie - Muzeum Przyrodnicze Karkonoskiego Parku Narodowego w Jeleniej Górze - Muzeum Przyrodnicze we Wrocławiu - Muzeum Ziemi „Juna” w Szklarskiej Porębie - Muzeum Ziemi w Kletnie - Park Dinozaurów w Karłowie - Wrocławski Park Dinozaurów Zauropark |
| Muzea regionalne i miejskie - Bielawska Placówka Muzealna w Bielawie - Izba Pamiątek Regionalnych w Ząbkowicach Śląskich - Izba Tradycji Ziemi Strzegomskiej w Strzegomiu - Muzeum Architektury we Wrocławiu - Muzeum Karkonoskie w Jeleniej Górze - Muzeum Łużyckie w Zgorzelcu - Muzeum Miejskie Dzierżoniowa - Muzeum Miejskie Wrocławia - Muzeum Historyczne we Wrocławiu - Muzeum Sztuki Medalierskiej we Wrocławiu - Muzeum Sztuki Mieszczańskiej we Wrocławiu - Stary Cmentarz Żydowski we Wrocławiu - Muzeum Regionalne w Chojnowie - Muzeum Regionalne w Jaworze - Muzeum Regionalne w Lubaniu - Muzeum Regionalne w Sycowie - Muzeum Regionalne w Środzie Śląskiej - Muzeum Regionalne Towarzystwa Miłośników Ziemi Trzebnickiej w Trzebnicy - Muzeum Regionalne ZSZ w Twadogórze - Muzeum Ślężańskie im. Stanisława Dunajewskiego w Sobótce - Muzeum w Wałbrzychu - Muzeum Ziemi Kłodzkiej w Kłodzku - Muzeum Ziemi Lubińskiej w Lubinie - Muzeum Ziemi Sowiogórskiej w Ludwikowicach Kłodzkich - Placówka Historyczno-Muzealna w Lwówku Śląskim | |
| Muzea sakralne i religijne | - Kaplica Czaszek w Czermnej - Muzeum Archidiecezjalne we Wrocławiu - Muzeum Kultu św. Jadwigi Śląskiej w Trzebnicy |
| Muzea sztuki | - Galeria Muzealna im. Michała Klahra Starszego w Lądku-Zdroju - Muzeum Akademii Sztuk Pięknych we Wrocławiu - Muzeum Architektury we Wrocławiu - Muzeum „Pana Tadeusza” we Wrocławiu - Muzeum Współczesne we Wrocławiu - Panorama Racławicka (oddział Muzeum Narodowego we Wrocławiu) |
| Muzea oraz skanseny techniki | - Czarci Młyn w Świeradowie-Zdroju - Kopalnia Liczyrzepa w Kowarach - Kopalnia Podgórze w Kowarach - Kopalnia św. Jana w Krobicy - Kopalnia Uranu „Kopaliny” w Kletnie - Kopalnia Złota Aurelia w Złotoryi - Muzeum Browarnictwa Dolnośląskiego w Lwówku Śląskim - Muzeum Ceramiki w Bolesławcu - Muzeum Cukrownictwa w Pszennie - Muzeum Energetyki Jeleniogórskiej w Szklarskiej Porębie - Muzeum Farmacji Uniwersytetu Medycznego we Wrocławiu - Muzeum Górnictwa w Nowej Rudzie - Muzeum Górnictwa i Hutnictwa Złota w Złotym Stoku - Muzeum Górnictwa Uzdrowiskowego w Świeradowie-Zdroju - Muzeum Miedzi w Legnicy - Muzeum Motoryzacji Topacz w Ślęzie - Muzeum Papiernictwa w Dusznikach-Zdroju - Muzeum Poczty i Telekomunikacji we Wrocławiu - Muzeum Powozów i Zaprzęgów w Galowicach - Muzeum Przemysłu i Kolejnictwa na Śląsku w Jaworzynie Śląskiej - Muzeum Przemysłu i Techniki w Wałbrzychu - Muzeum Radia Wrocław - Muzeum Sprzętu Gospodarstwa Domowego w Ziębicach - Muzeum Tkactwa w Kamiennej Górze - Muzeum Techniki i Rzemiosła Wiejskiego w Zapuście - Muzeum Zabawek w Karpaczu - Otwarte Muzeum Odry we Wrocławiu - Sowiogórskie Muzeum Techniki w Dzierżoniowie |
| Muzea wojskowe | - Arsenał Miejski we Wrocławiu (oddział Muzeum Miejskiego Wrocławia) - Kompleks Riese w Górach Sowich - Muzeum Broni i Militariów w Świdnicy - Muzeum Militariów we Wrocławiu - Skansen Uzbrojenia Wojska Polskiego w Jeleniej Górze (oddział Muzeum Karkonoskiego w Jeleniej Górze) - Twierdza Kłodzko - Twierdza Srebrnogórska |
| Muzea zamkowe i pałacowe | - Wieża Rycerska w Siedlęcinie - Zamek Czocha w Suchej - Zamek Grodno w Zagórzu Śląskim - Zamek Grodziec - Zamek Książ w Wałbrzychu - Zamek w Bolkowie (oddział Muzeum Karkonoskiego w Jeleniej Górze) - Zamek w Żmigrodzie - Zamek Wojnowice |
| Pozostałe muzea | - Mini Muzeum Szachów w Świeradowie-Zdroju - Muzeum Chrobrego Głogów - Muzeum Filumenistyczne w Bystrzycy Kłodzkiej - Muzeum i Gród Średniowieczny w Brzeźniku - Muzeum Kargula i Pawlaka w Lubomierzu - Muzeum Modelarstwa i Lotnictwa w Miniaturze w Szczawnie-Zdroju - Muzeum Tanich Win w Szklarskiej Porębie - Muzeum Zabawek w Karpaczu - Muzeum Zabawek w Kudowie-Zdroju - Muzeum Sportu i Turystyki w Karpaczu - Muzeum Wsi Sudeckiej i Techniki Militarnej w Łomnicy - Ogród Bajek w Międzygórzu - Park Miniatur „Minieuroland” w Kłodzku - Park Miniatur Zabytków Dolnego Śląska w Kowarach - Skansen Dawnych Sprzętów w Wambierzycach |